# Эдуард Чёрный Принц
Эдуа́рд Ву́дсток, «Чёрный принц» (англ. Edward of Woodstock, «the Black Prince»; 15 июня 1330, Вудстокский дворец, Оксфордшир — 8 июня 1376, Вестминстерский дворец, Лондон) — старший сын короля Англии Эдуарда III, 1-й граф Честер с 18 марта 1333, 1-й герцог Корнуольский с 3 марта 1337 года, принц Уэльский с 12 мая 1343 года, рыцарь Ордена подвязки с 1348 года, правитель Аквитании с титулом «принц Аквитанский» с 19 июля 1362 года, сеньор Бискайи и Кастро-Урдьялес в Кастилии с 23 сентября 1366 года. Военачальник Столетней войны.

## Биография

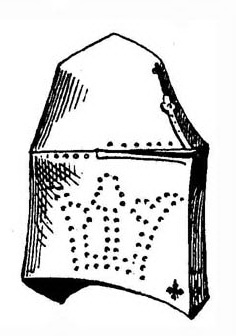
Шлем Чёрного Принца из его гробницы в Кентерберийском соборе.

Эдуард был старшим сыном английского короля Эдуарда III и Филиппы Геннегау, родился в Вудстоке 15 июня 1330 года.

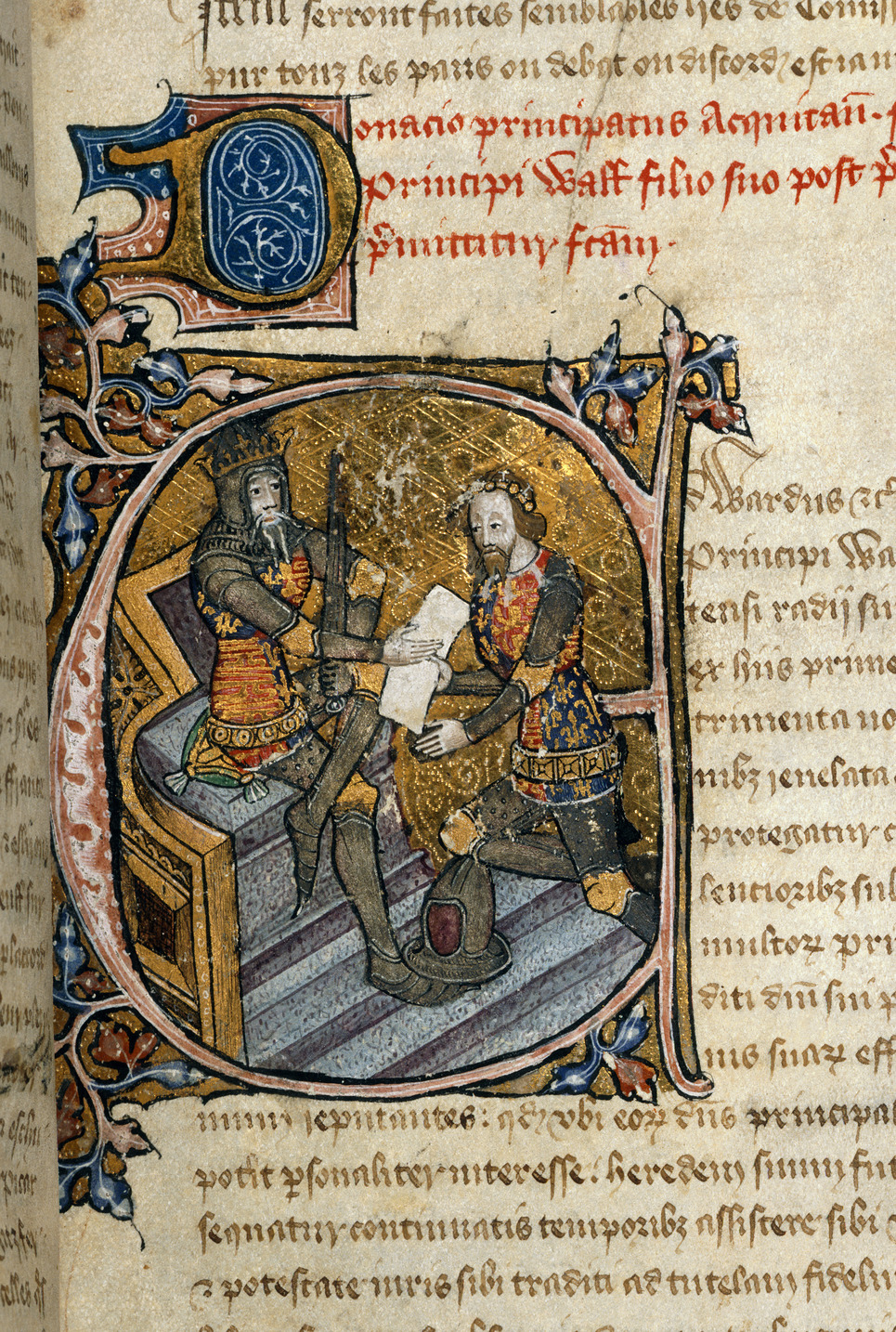
Чёрный Принц получает от отца титул герцога Аквитании. Миниатюра, вписанная в инициал E рукописи 1390 г. Британская библиотека

При жизни был известен как Эдуард Вудстокский; прозвище Чёрный Принц возникло не раньше XVI века. Впервые оно упоминается в латинском историко-библиографическом труде королевского антиквария Джона Лиланда «Collectanea» (1533—1536), широкую известность же приобрело после публикации в 1569 году «Пространной хроники Англии» Ричарда Графтона. Согласно одной из версий, основанной на сообщении бургундского хрониста XV века Жана де Ваврена, это прозвание было связано с цветом его доспехов, согласно другой — с условным изображением цвета его доспехов в геральдике. Менее убедительна «народная версия», по которой принца прозвали так за его жестокость: якобы во время своего похода во Францию он отдал на разграбление своим войскам целую деревню и не пытался препятствовать беспорядкам.

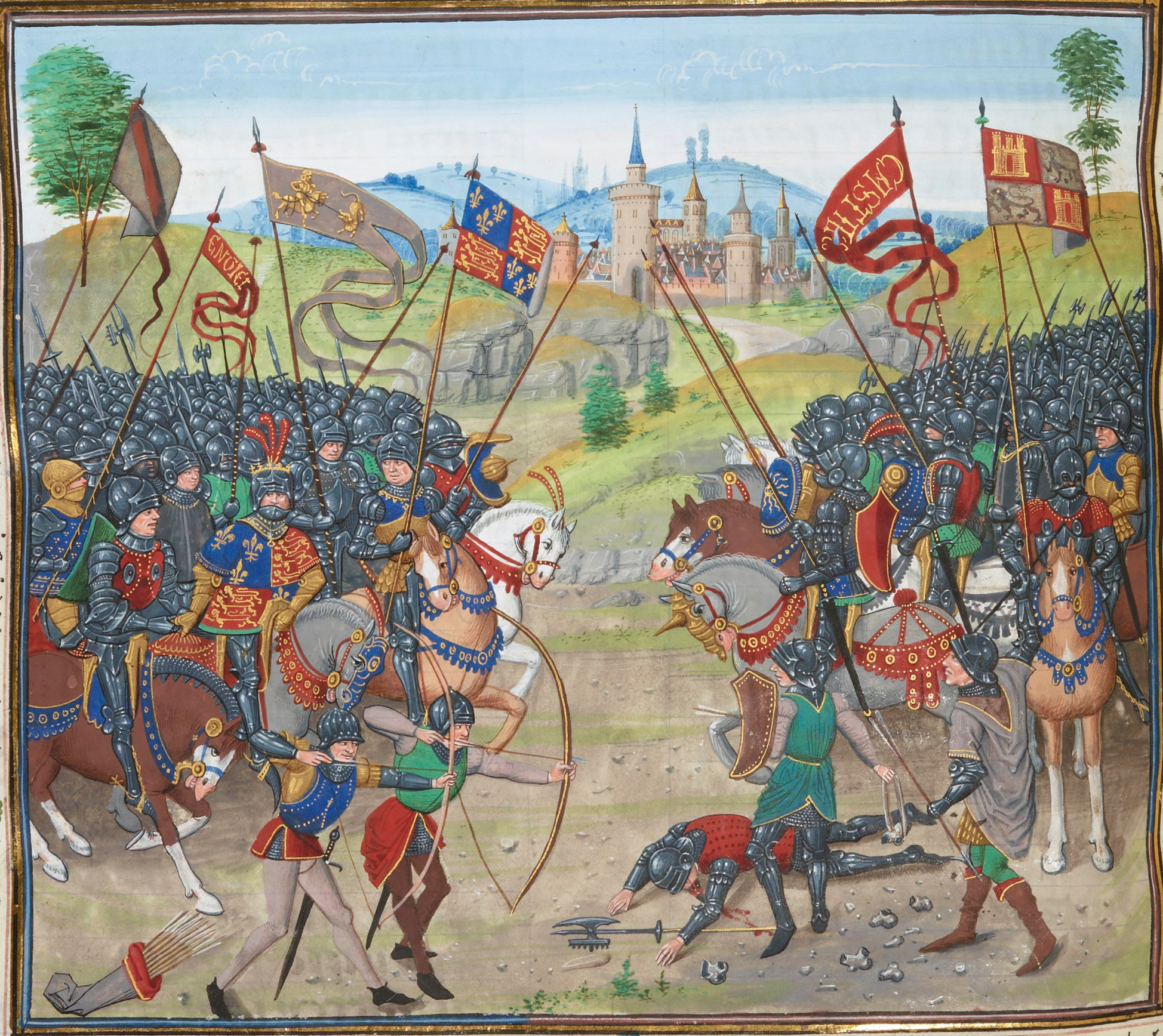
Чёрный Принц (слева) в битве при Нахере (1367). Миниатюра из рукописи «Хроник» Фруассара XV века

Уже в юном возрасте он держал роскошный двор в Беркхамстеде, в Кеннингтоне. Эдуард III несколько раз назначал его «хранителем» королевства, хотя в действительности политическая власть в это время вместе с королём перемещалась на материк. Тем не менее, во время заграничных походов отца в 1338, 1340 и 1342 годах малолетний Эдуард формально замещал его на английском престоле. В 1333 году принц получил титул графа Честера, в 1337 году — титул герцога Корнуольского (это был первый герцогский титул, созданный в Англии), а в 1343 году стал принцем Уэльским. Летом 1345 года Эдуард впервые сопровождал короля в зарубежном походе во Фландрию.
В 1346 году Чёрный принц участвовал в походе Эдуарда III в Нормандию, там он был посвящён в рыцари и с тех пор играл важную роль в войне с Францией. В битве при Креси 26 августа шестнадцатилетний Эдуард командовал правым флангом английской армии и прекрасно справился с задачей — англичане одержали победу. В следующем году принц Эдуард принимал участие в осаде Кале, а в октябре 1347 года вместе с отцом вернулся в Англию. Чёрный принц стал одним из первых рыцарей Ордена подвязки, основанного его отцом с целью возродить рыцарские традиции в духе легенд о короле Артуре.
Вернувшись во Францию вместе с отцом, Чёрный принц участвовал в обороне Кале в 1349 году, а 29 августа 1350 года принял участия в морском сражении с кастильцами при Винчелси у южных берегов Англии. В сентябре 1355 года принц Эдуард стал во главе английской армии в Гаскони и совершил опустошительный набег на Арманьяк и Лангедок, дойдя до Нарбонны, откуда вернулся в Бордо, где держал свой рождественский двор. 20 сентября 1355 года Чёрный принц занял позиции в Гиени. Прежде чем лично предпринять акцию большого масштаба на севере Франции, Эдуард III поручил старшему сыну провести операцию в тылу врага, чтобы сковать на юге часть армии Валуа. Аквитанский фронт был второстепенным, но предоставлял хорошие стратегические возможности. Там Чёрный принц сделает первые шаги в качестве командующего.

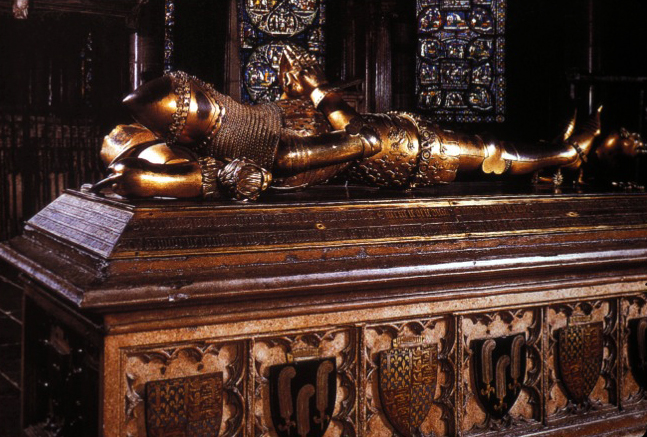
Гробница Чёрного Принца в Кентерберийском соборе

В августе 1356 года Чёрный принц из Бержерака повёл войска в новый набег на север, но встретился с более крупной армией французского короля Иоанна II Доброго и попытался отступить. Однако французская армия нагнала англичан у Пуатье, где 19 сентября произошло решающее сражение, предопределившее дальнейший ход Столетней войны. Эдуард тактически превзошёл своего оппонента, что позволило ему одержать полную победу над превосходящими силами французов и взять в плен их короля.
Принц Эдуард со всем благородством обращался с пленным французским королём, позволяя ему вести привычный для особы его статуса образ жизни. Пленника доставили в Бордо, а затем в Англию. В 1359 году Чёрный принц вновь участвовал в военном походе отца в северную Францию, участвовал в подписании мира в Бретиньи. 

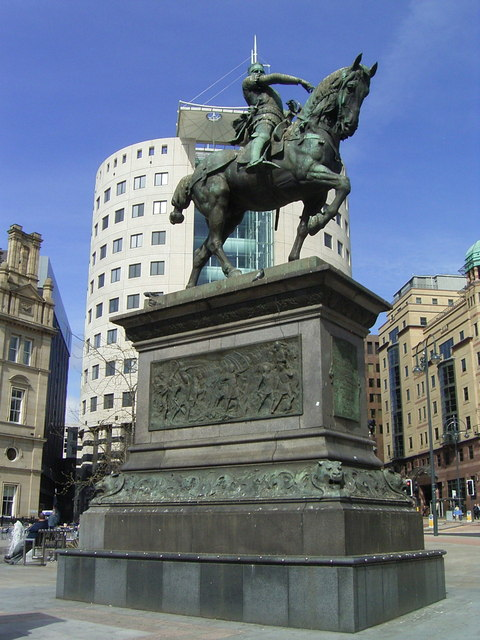
Памятник Эдуарду Чёрному Принцу на городской площади Лидса. Скульптор Томас Брок, 1903 г.

В октябре 1361 года Эдуард женился на своей двоюродной тётке Джоанне Кентской, вдове Томаса Холанда, графа Кента, и матери его двоих детей. Фруассар утверждает, что это был брак по любви, и что король не знал о нём заранее. Тем не менее, Эдуард III подтвердил выбор сына и в июле 1362 года передал ему все свои владения в южной Франции вместе с титулом принца Аквитанского.
В феврале 1363 года принц Эдуард и Джоанна переехали в Гасконь, ставшую их резиденцией на следующие восемь лет. Эдуард хотел создать выдающийся двор в Бордо и старался завоевать поддержку гасконцев, однако местная знать, во главе которой выступал граф Жан I д’Арманьяк, была недовольна отделением от Франции и с подозрением смотрела на попытки Эдуарда реформировать систему управления. У принца лучше сложились отношения с городами, на которые он опирался в качестве противовеса аристократии. На главные управленческие посты Эдуард назначал в основном своих соотечественников.
В 1366 году ко двору Эдуарда в Бордо прибыл Педро Жестокий, свергнутый король Кастилии, который убедил принца помочь ему вернуться на престол. В феврале 1367 года Эдуард повёл свою восьмитысячную армию в Кастилию через Ронсевальское ущелье. 3 апреля английский принц одержал свою последнюю крупную победу, разгромив кастильскую армию под командованием Бертрана дю Геклена в сражении при Нахере, затем направился в Бургос для утверждения Педро на кастильском престоле. За помощь Эдуард получил от Педро титул правителя Бискайи и Кастро-Урдиалес. Четыре месяца он провёл в Кастилии, жил преимущественно в Вальядолиде. Многие его солдаты не смогли перенести жаркое испанское лето, у самого принца также впервые проявились симптомы смертельной болезни (Фруассар упоминает о «ежедневно увеличивающейся опухоли»). В конце августа 1367 года он увёл остатки своих войск назад в Байонну, где после пятидневных празднеств в честь победы распустил армию, отправившись со свитой в Бордо. Испанский поход полностью опустошил казну принца, чтобы поправить своё финансовое положение, он вынужден был обложить аквитанцев высокими налогами.
Аквитанские бароны были крайне возмущены новым налогом, граф д’Арманьяк, тайно сотрудничавший с французским королём Карлом V, обратился к нему за помощью. Карл V объявил английские владения во Франции незаконными, Эдуард III вновь стал претендовать на трон Франции, и в 1369 году Столетняя война возобновилась. К концу года вся Аквитания была охвачена восстаниями, Чёрный принц с ослабшим здоровьем и нехваткой ресурсов уже был не в состоянии удержать под своим контролем Аквитанию. 19 сентября 1370 года он взял восставший город Лимож и из мести приказал истребить три тысячи его жителей. В начале 1371 года тяжело больной принц вернулся в Англию, оставив Гасконь своему брату Джону Гонту. В августе 1372 года он вместе с отцом предпринял поход во Францию, однако неблагоприятные ветра помешали высадке английских войск.
8 июня 1376 года, за год до смерти отца, принц Эдуард умер в Вестминстере, и 5 октября того же года был похоронен в Кентерберийском соборе. Английскую корону унаследовал его сын Ричард II. Кроме Ричарда, Чёрный принц имел ещё одного сына от Джоанны, Эдуарда, который умер в возрасте 6 лет. Также у принца было не менее трёх внебрачных детей.

## Семья

### Брак и дети
Жена: с 10 октября 1361 (Виндзорский замок, Беркшир, Англия) Джоанна Прекрасная Дева Кента (29 сентября 1328 — 8 августа 1385), 4-я графиня Кент, 4-я баронесса Вудсток и 5-я баронесса Уэйк из Лидделла с 1353, дочь Эдмунда Вудстока, 1-го графа Кента, и Маргарет Уэйк, 3-й баронессы Уэйк из Лидделла, вдова Томаса Холланда, 1-го графа Кента. Дети:
- Эдуард Ангулемский (27 января 1365—1372) Был любимцем отца, его смерть стала для Эдуарда сильным ударом[26].
- Ричард II Бордоский (6 января 1367 — 6 января/14 февраля 1400), принц Уэльский, граф Корнуолл и граф Честер с 1376, король Англии (1377—1399).

## Эдуард Чёрный Принц в искусстве

### В литературе
- Чёрный Принц часто появляется в дилогии Артура Конан-Дойля, посвящённой Столетней Войне: «Сэр Найджел Лоринг» (1906) и «Белый отряд» (1890).
- Фигурирует в историческом романе Генри Райдера Хаггарда «Алая Ева» (1911), посвящённом битве при Креси и эпидемии Чёрной смерти.
- Чёрный Принц является одним из персонажей второго плана в романе Александра Дюма «Бастард де Молеон» (1846), посвящённого рейду Дюгеклена в Испанию времён Педро Жестокого.
- Упоминается в книгах Мориса Дрюона «Лилия и лев» (1960) и «Когда король губит Францию» (1977).
- Принц Аквитанский упоминается в стихотворении французского поэта Мориса Роллина «Несчастный».
- Упоминается в цикле «Томас из Хуктона» («Поиски Грааля», 2000—2012) писателя Бернарда Корнуэлла.

### В кино
- Главный герой американского фильма «Тёмный мститель» («Чёрный принц», 1955). Роль Эдуарда исполнил Эррол Флинн.
- Является одним из персонажей второго плана в фильме 2001 года «История рыцаря», где его роль исполнил Джеймс Пьюрфой. В фильме Чёрный принц и главный герой (в исполнении Хита Леджера) встречаются несколько раз, после чего Чёрный принц начинает покровительствовать главному герою за его рыцарские качества.